# Jonesport
Jonesport ist eine Town im Washington County des Bundesstaates Maine in den Vereinigten Staaten. Im Jahr 2020 lebten dort 1245 Einwohner in 877 Haushalten auf einer Fläche von 259,91 km².

## Geographie
Nach dem United States Census Bureau hat Jonesport eine Gesamtfläche von 259,91 km², von der 73,84 km² Land sind und 186,06 km² aus Gewässern bestehen.

### Geographische Lage
Jonesport liegt im Südwesten des Washington Countys am Atlantischen Ozean. Zum Gebiet der Town gehören auch einige Inseln. Die größten sind Dunn Island, Great Spruce Island, Halifax Island, Head Harbor Island, Mark Island, Roque Island und Steels Harbor Island. Es gibt keine größeren Seen auf dem Gebiet, es ist zudem eben, ohne größere Erhebungen.

### Nachbargemeinden
Alle Entfernungen sind als Luftlinien zwischen den offiziellen Koordinaten der Orte aus der Volkszählung 2010 angegeben.
- Norden: Jonesboro, 14,7 km
- Osten: Roque Bluffs, 7,0 km
- Süden: Beals, 16,0 km
- Westen: Addison, 18,6 km

### Stadtgliederung
In Jonesport gibt es mehrere Siedlungsgebiete: Indian River, Jonesport, Kelleys Point, Masons Bay, Monsapec, Peasley Corner, Sealand und West Jonesport.

### Klima
Die mittlere Durchschnittstemperatur in Jonesport liegt zwischen −7,8 °C (18 °F) im Januar und 18,3 °C (65 °F) im Juli. Damit ist der Ort gegenüber dem langjährigen Mittel der USA um etwa 9 Grad kühler. Die Schneefälle zwischen Oktober und Mai liegen mit bis zu zweieinhalb Metern mehr als doppelt so hoch wie die mittlere Schneehöhe in den USA; die tägliche Sonnenscheindauer liegt am unteren Rand des Wertespektrums der USA.

## Geschichte
Jonesport war bis zur eigenständigen Organisation als Town am 3. Februar 1832 Teil der Town von Jonesboro. Jonesboro wurde als Township No. 22 Eastern Division (T22 ED), West of Machias vermessen. Genannt wurde das Gebiet auch Chandler's River oder Jones and Chandler's River.
Der Besiedlung des Gebietes von Jonesboro, zu dem auch Jonesport gehörte liegt ein Grant durch Massachusetts an John C. Jones und anderen im Jahre 1789 über 48.160 Morgen zugrunde. Judah Chandler soll der erste Siedler gewesen sein. Er kam 1763 oder 1764 an und baute im 1764 ein Haus und eine Mühle in der Nähe der Whitney-Mühlen. Joel Whitney, Vater von Captain Ephraim Whitney, kam um 1767 aus Portland. Captain Whitney war zwei Jahre lang Mitglied der Legislatur von Massachusetts, 1820 des Konvents zur Bildung einer Verfassung für Maine, und vertrat seinen Distrikt in der Legislative des neuen Staates. Der Name der Town wurde zu Ehren des führenden Inhabers gewählt.

### Einwohnerentwicklung
| Volkszählungsergebnisse – Town of Jonesport, Maine | Volkszählungsergebnisse – Town of Jonesport, Maine | Volkszählungsergebnisse – Town of Jonesport, Maine | Volkszählungsergebnisse – Town of Jonesport, Maine | Volkszählungsergebnisse – Town of Jonesport, Maine | Volkszählungsergebnisse – Town of Jonesport, Maine | Volkszählungsergebnisse – Town of Jonesport, Maine | Volkszählungsergebnisse – Town of Jonesport, Maine | Volkszählungsergebnisse – Town of Jonesport, Maine | Volkszählungsergebnisse – Town of Jonesport, Maine | Volkszählungsergebnisse – Town of Jonesport, Maine |
| Jahr                                               | 1800                                               | 1810                                               | 1820                                               | 1830                                               | 1840                                               | 1850                                               | 1860                                               | 1870                                               | 1880                                               | 1890                                               |
| -------------------------------------------------- | -------------------------------------------------- | -------------------------------------------------- | -------------------------------------------------- | -------------------------------------------------- | -------------------------------------------------- | -------------------------------------------------- | -------------------------------------------------- | -------------------------------------------------- | -------------------------------------------------- | -------------------------------------------------- |
| Einwohner                                          |                                                    |                                                    |                                                    |                                                    | 576                                                | 826                                                | 1148                                               | 1305                                               | 1917                                               | 2124                                               |
| Jahr                                               | 1900                                               | 1910                                               | 1920                                               | 1930                                               | 1940                                               | 1950                                               | 1960                                               | 1970                                               | 1980                                               | 1990                                               |
| Einwohner                                          | 2074                                               | 2129                                               | 1641                                               | 1641                                               | 1745                                               | 1727                                               | 1563                                               | 1326                                               | 1512                                               | 1525                                               |
| Jahr                                               | 2000                                               | 2010                                               | 2020                                               | 2030                                               | 2040                                               | 2050                                               | 2060                                               | 2070                                               | 2080                                               | 2090                                               |
| Einwohner                                          | 1408                                               | 1370                                               | 877                                                |                                                    |                                                    |                                                    |                                                    |                                                    |                                                    |                                                    |

## Wirtschaft und Infrastruktur

### Verkehr
Die Maine State Route 187 verläuft entlang der Küstenlinie von Jonesport durch die Town.

### Öffentliche Einrichtungen
Es gibt keine medizinischen Einrichtungen in Jonesport. Die nächstgelegenen befinden sich in Machias.
In Jonesport befindet sich die Peabody Memorial Library. Diese Bücherei versorgt auch die Bewohner der umliegenden Towns Jonesport, Beals und Addison seit 1915.

### Bildung
Jonesport gehört mit Beals zum Moosabec CSD and School Union 103.
Im Schulbezirk werden folgende Schulen angeboten:
- Jonesport Elementary School in Jonesport, mit Schulklassen von Pre-K bis zum 8. Schuljahr
- Beals Elementary School in Beals, mit Schulklassen von Pre-K bis zum 8. Schuljahr
- Jonesport-Beals High School in Jonesport, mit Schulklassen vom 9. bis 12. Schuljahr